# جيرد غريغ
جيرد غريغ (بالنرويجية البوكمول: Gerd Grieg)‏ هي ممثلة نرويجية، ولدت في 21 أبريل 1895 في برغن في النرويج، وتوفيت في 9 أغسطس 1988 في النرويج. من الجوائز التي نالتها King's Medal of Merit ‏.

## جوائز
- King's Medal of Merit [الإنجليزية]‏

## وصلات خارجية
- جيرد غريغ على موقع IMDb (الإنجليزية)
- جيرد غريغ على موقع قاعدة بيانات الفيلم (الإنجليزية)